# Johann Jarolim
Johann Jarolim (14. prosince 1855 Skočov – 30. prosince 1939 Brno) byl rakouský právník, vysokoškolský pedagog a politik německé národnosti z Moravy; poslanec Moravského zemského sněmu.

## Biografie
Byl židovského vyznání. Vystudoval gymnázium v Brně a potom filozofii a práva na Vídeňské univerzitě. Působil jako advokát a politik. Působil mj. jako právní zástupce továrníka Löwa. Bydlel v Brně. Byl veřejně a politicky aktivní. V období let 1893–1918 zasedal v obecním výboru v Brně. Byl členem spolků Deutsche Gesellschaft in Altbrünn, Deutscher Verein a Deutscher Wählerverein.
Počátkem 20. století se zapojil i do vysoké politiky. V zemských volbách roku 1906 byl zvolen na Moravský zemský sněm, za kurii městskou, německý obvod Brno (IV. okres), Královo Pole, Líšeň atd. Mandát zde obhájil v zemských volbách roku 1913. V roce 1906 se uvádí jako kandidát Německé pokrokové strany, která byla liberálně, centralisticky a provídeňsky orientovaná. Stejně tak v roce 1913.
V brněnské politice byl aktivní i v meziválečném Československu. Patřil do Německé demokratické svobodomyslné strany (DDFP) a byl jejím předákem v Brně. Roku 1931 byl za DDFP zvolen druhým náměstkem starosty města Brna. Roku 1923 se podílel na sjezdů německých právníků a od roku 1929 byl prezidentem jejich stálého zastoupení. Od roku 1916 do roku 1938 se uvádí jako honorovaný docent pro obchodní, směnečné a námořní právo na německé Německé vysoké škole technické v Brně a od roku 1918 do roku 1939 se uvádí i coby soukromý docent pro ústavní a správní právo na této vysoké škole. Roku 1936 mu byl udělen titul čestného doktora technických věd německé techniky v Brně.